# القوات الجوية المكسيكية
القوات الجوية المكسيكية هي سلاح الجو التابع للقوات المسلحة المكسيكية، وهي تتبع أمانة الدفاع الوطني المكسيكية.

## معرض صور

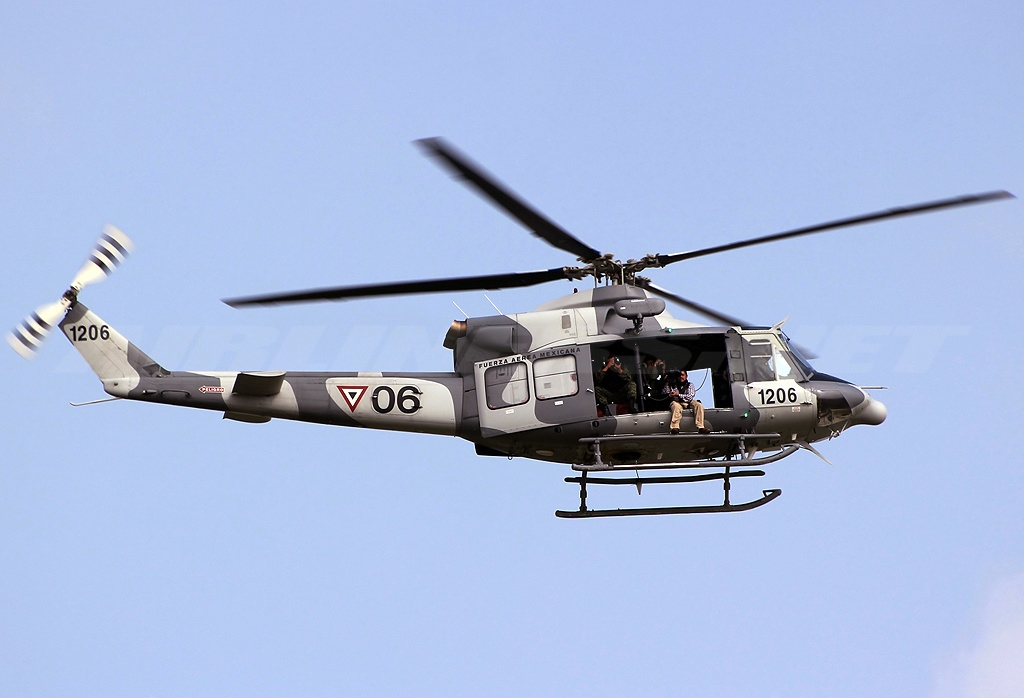
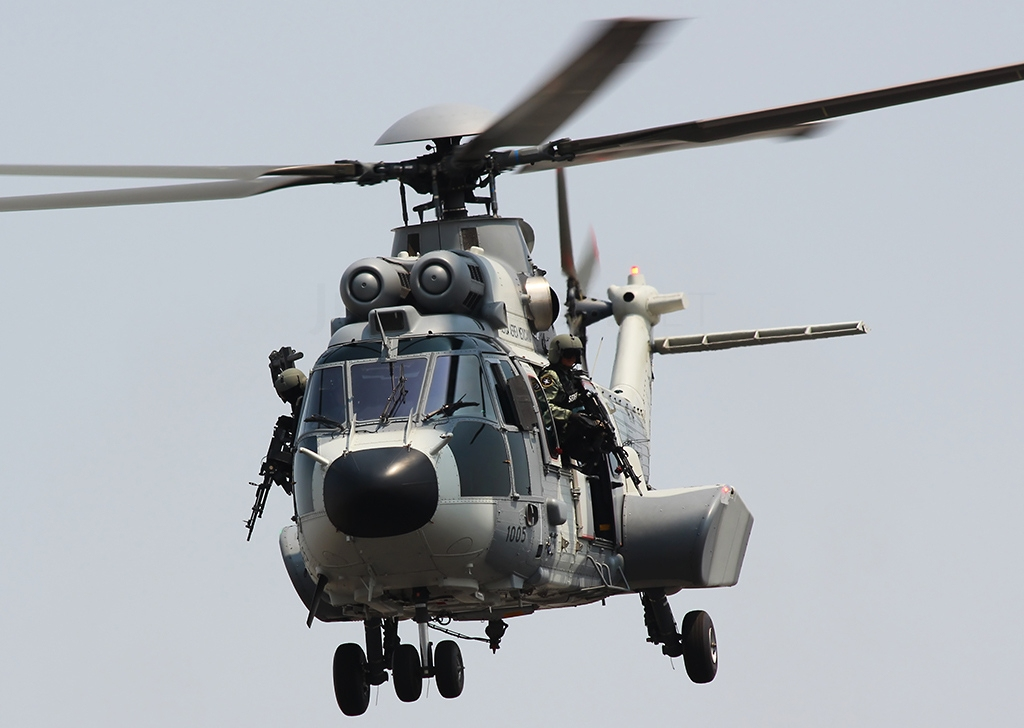
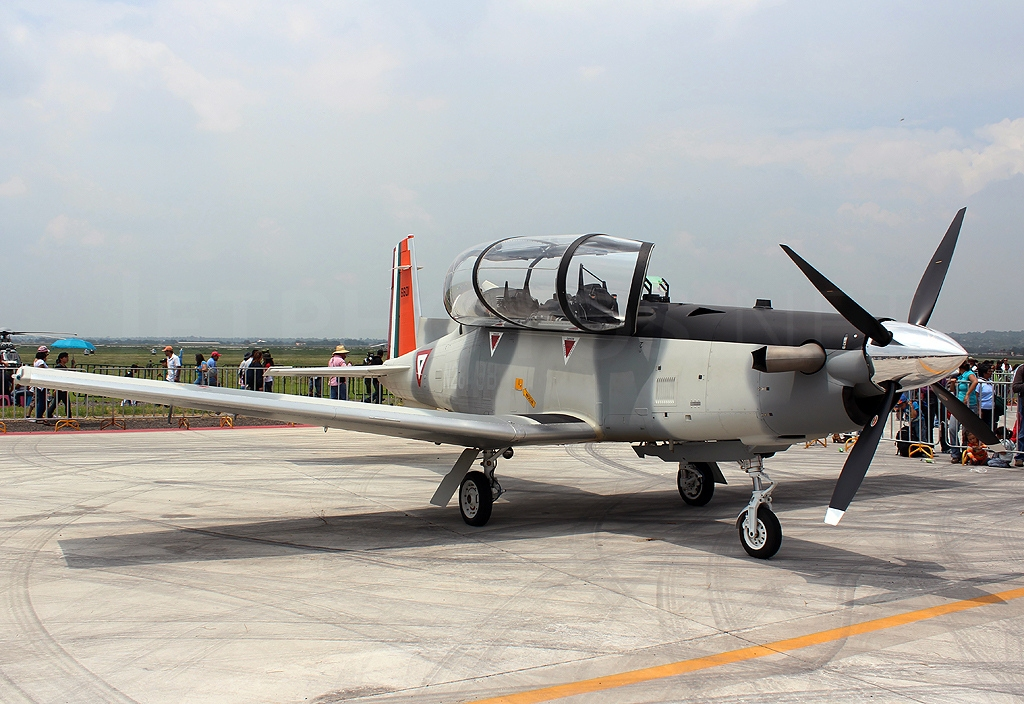
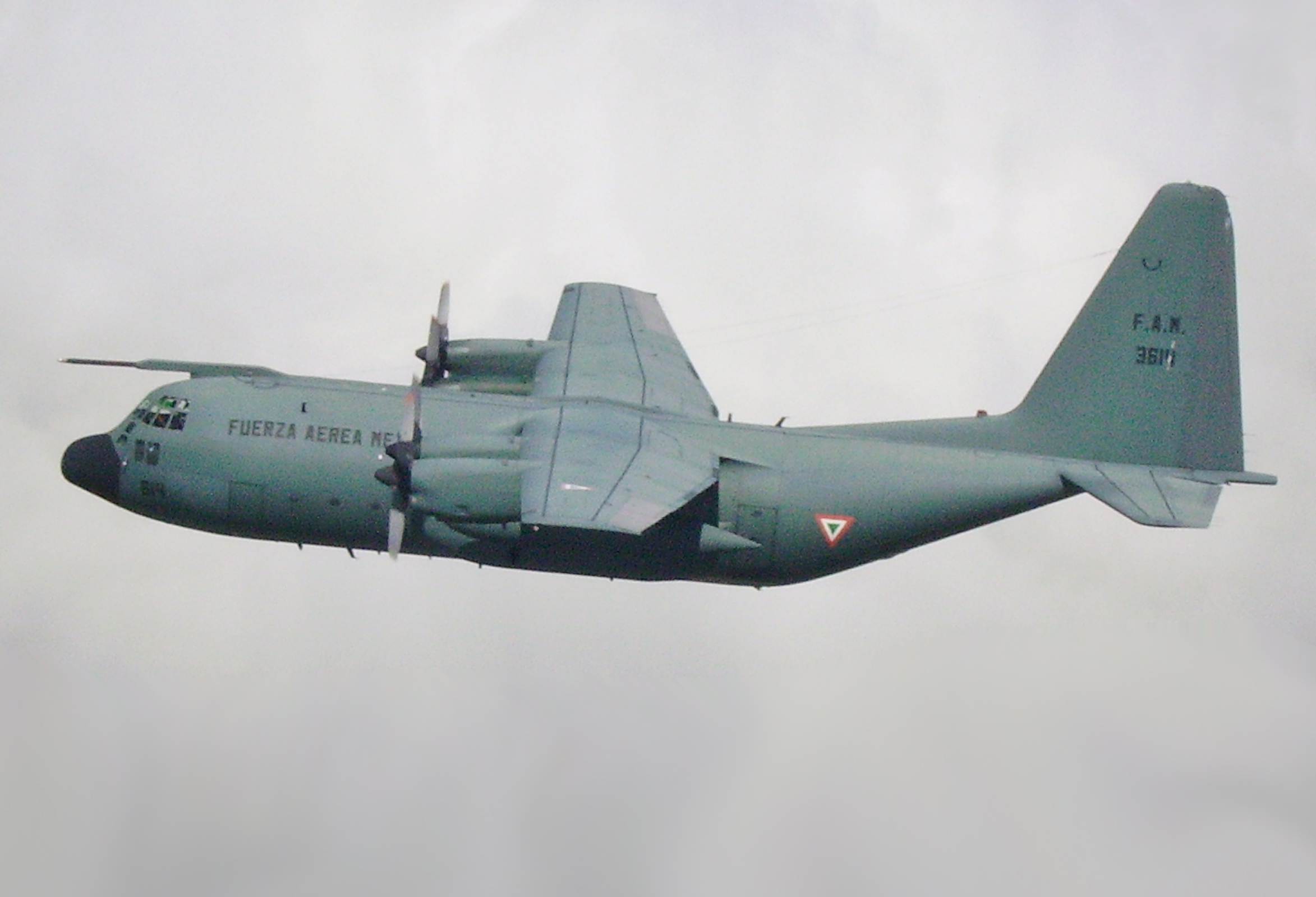
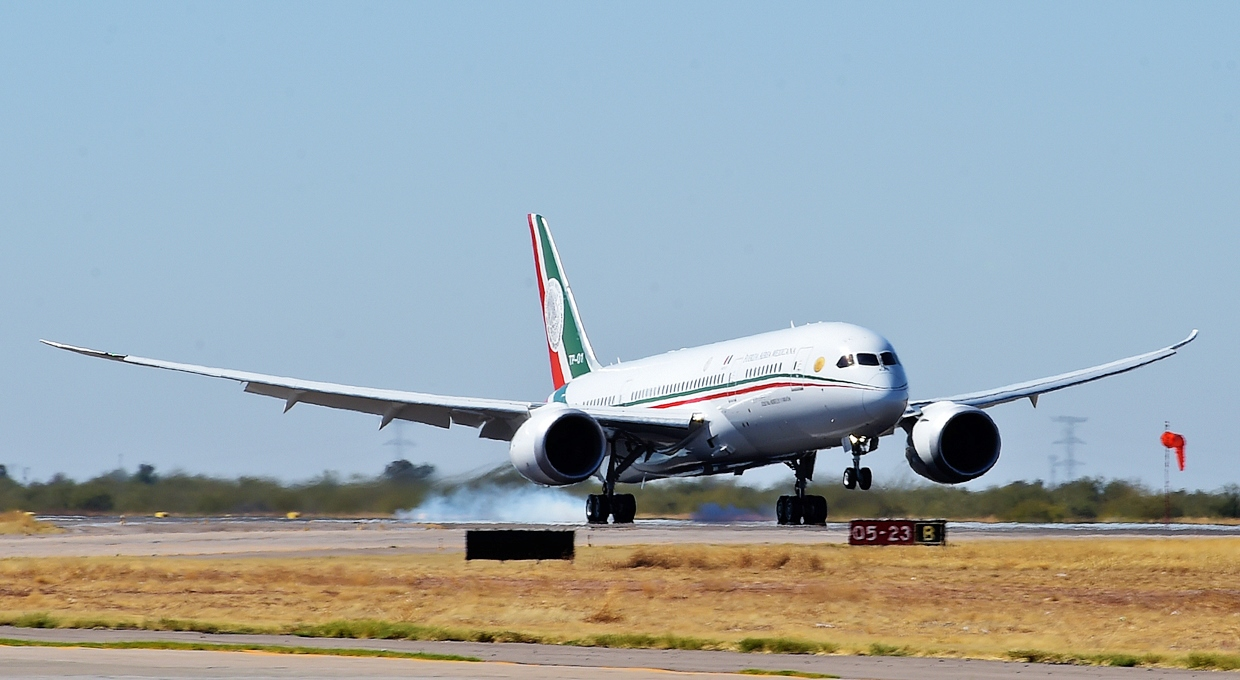

## الخلفية التاريخية
النشأة
الحرب العالمية الثانية

## الأسطول الجوي
الطائرة الجزائرية dz 16